# Пресака-Ампоюлуй
Пресака-Ампоюлуй (рум. Presaca Ampoiului) — село у повіті Алба в Румунії. Входить до складу комуни Метеш.
Село розташоване на відстані 284 км на північний захід від Бухареста, 19 км на захід від Алба-Юлії, 78 км на південь від Клуж-Напоки.

## Населення
За даними перепису населення 2002 року у селі проживали 415 осіб, усі — румуни. Усі жителі села рідною мовою назвали румунську.